# Plesiophrictus blatteri
Plesiophrictus blatteri là một loài nhện trong họ Theraphosidae.
Loài này thuộc chi Plesiophrictus. Plesiophrictus blatteri được Frederick Henry Gravely miêu tả năm 1935.